# Заплесно

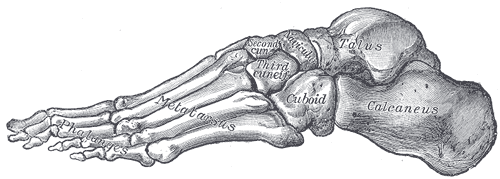
Стопа людини

Заплесно, передплесно (лат. tarsus) — частина стопи. Заплесно утворене 7 заплесновими кістками (ossa tarsi): надп'ятковою, п'ятковою, кубоподібною, човноподібною і 3 клиноподібними. Разом з плесновими кістками заплеснові беруть участь у формуванні кісткової основи склепіння стопи.

## Назва
Латинська назва tarsus походить від дав.-гр. ταρσός (первісно — «плоска поверхня для сушення»), що сходить до пра-і.є. *tr̥sós. Українська назва пов'язана з «плесно».

## Опис
Заплеснові кістки можна розділити на два ряди: проксимальний і дистальний. До проксимального (або заднього) відносять п'яткову і надп'яткову кістки, які разом утворюють кісткову основу заднього відділу стопи. У дистальному (передньому) виділяють два відділи: медіальний (човноподібна та клиноподібні кістки) та латеральний (кубоподібна кістка), що разом утворюють кісткову основу середнього відділу стопи, що з'єднується із основами заднього і переднього за допомогою м'язів і підошовної фасції.
Клиноподібні та кубоподібна кістки зчленовуються з кістками плесна, утворюючи заплесново-плеснові суглоби, а надп'яткова кістка — з велокогомілковою та малогомілковою кістками, утворюючи надп'ятково-гомілковий суглоб.